# Scandale sexuel des employés du Vatican en 2010

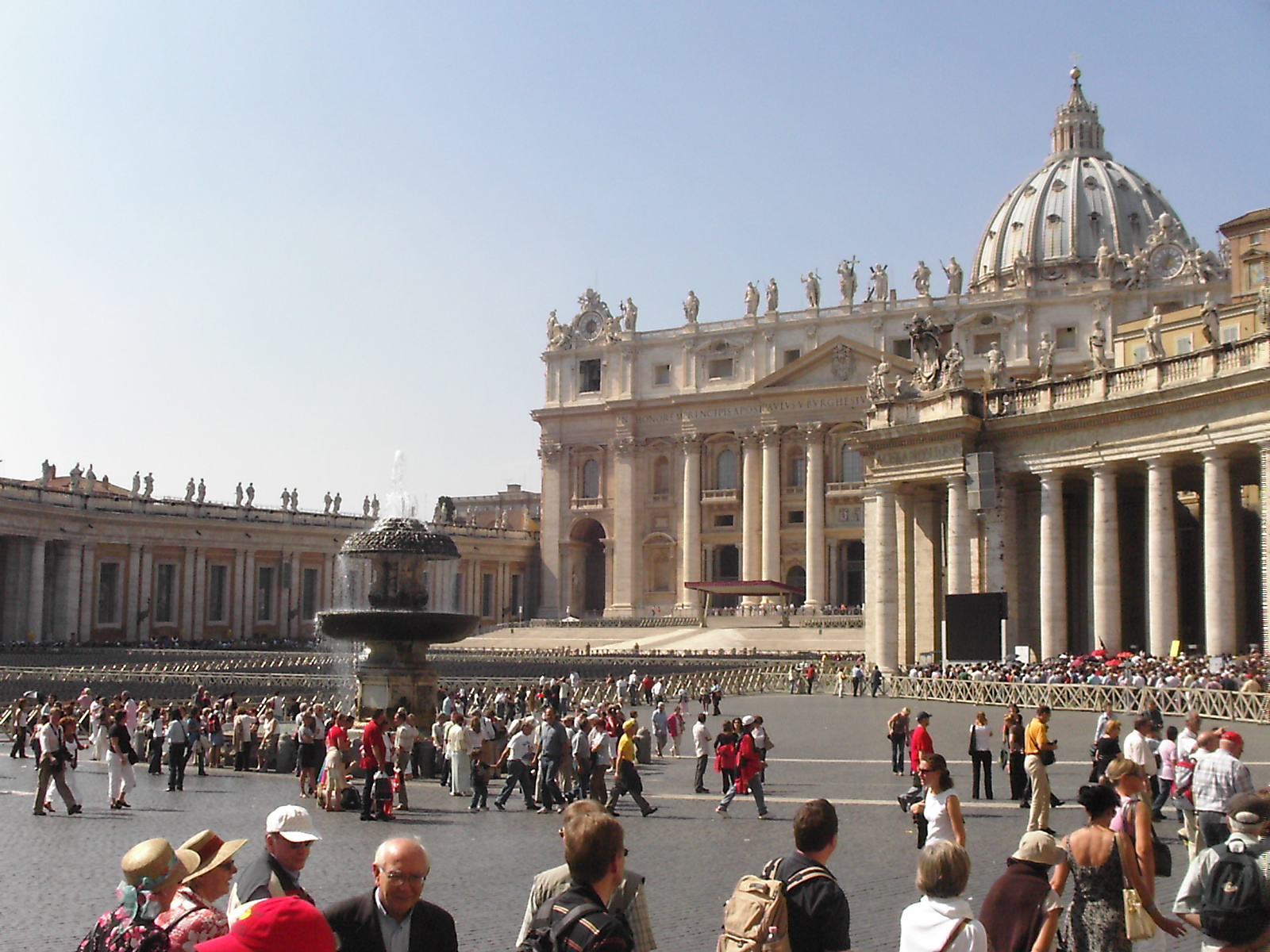
Place Saint-Pierre, Cité du Vatican

Le scandale sexuel des employés du Vatican de 2010 est un incident survenu en mars 2010, dans lequel deux employés à temps partiel du Saint-Siège, un consultant qui a également servi comme serviteur laïc du Pape, et un autre qui était un membre professionnel du Cappella Giulia, ont été dénoncés comme faisant partie d'un réseau de prostitution homosexuelle masculine. L'Église catholique considère la prostitution et les actes homosexuels comme de graves infractions et le Vatican a rompu ses liens avec les deux hommes, dont l'un a été arrêté.

## L'incident
Angelo Balducci, un gentleman papal depuis 1995, qui avait été conseiller principal de la Congrégation pour l'évangélisation des peuples, responsable de la gestion des activités missionnaires de l'Église catholique romaine à travers le monde, et Ghinedu Ehiem, membre nigérian de Cappella Giulia, sont impliqués pour la fourniture de services de prostitués masculins, dans le cadre d'un réseau local de prostitution,. Ehiem avait rencontré Balducci plus de 10 ans avant le scandale, et en avait fait la connaissance par l'intermédiaire d'un ami italien. Une écoute électronique de la police aurait surpris Balducci en train de négocier ces types de prestations avec Ehiem, un choriste du Vatican alors âgé de 29 ans, en donnant des descriptions physiques des hommes qu'il voulait lui amener. Dans diverses conservations enregistrées, Ehiem a également été enregistré disant: "J'ai une possibilité de Naples", "J'ai une possibilité de Cuba", "un Allemand qui vient d'arriver d'Allemagne", "deux mecs noirs", "le joueur de football" et "le danseur de la RAI".

## Enquête et réponse
En mars 2010, l'affaire a dégénéré en scandale national en Italie, lorsque des écoutes téléphoniques et des documents de police ont été publiés dans le journal italien La Repubblica qui indiquait qu'Ehiem avait été en contact régulier avec Balducci, et que le sujet principal de leur conversation était le "sexe gay". Ehiem aurait dit à propos de Balducci: « Il m'a demandé si je pouvais lui procurer d'autres hommes. Il m'a dit qu'il était marié et que je devais le faire dans le plus grand secret ». Un rapport de la police italienne enquêtant sur l'affaire des procureurs de Florence concluait à propos de la vie de Balducci : Afin d'organiser des rencontres fortuites à caractère sexuel, il s'est prévalu de l'intercession de deux individus qui, selon certains, pourraient faire partie d'un réseau organisé, particulièrement actif à [Rome], d’exploiteurs ou au moins de facilitateurs de la prostitution masculine.

Balducci est l'un des quatre hommes arrêtés pour implication présumée dans le réseau de prostitution et a engagé l'avocat Franco Coppi. Balducci a été arrêté le 10 février 2010, soupçonné d'"implication dans une corruption généralisée", "un réseau organisé ... pour encourager la prostitution masculine",. L'avocat de Balducci, Coppi, a déclaré que c'était un acte «honteux» de la part des journaux de publier des conversations sans rapport avec l'enquête, et a déclaré que lui et Balducci avaient «ri» lorsqu'ils avaient entendu parler des allégations. Ehiem a été renvoyé de la chorale après en avoir été membre pendant 19 ans. Il a accusé les magistrats de «ruiner sa vie». Le consultant de CBS News, le père Thomas Williams, a déclaré que le Vatican avait rompu ses liens avec les deux hommes et a décrit la situation comme "une affaire vraiment sordide". Il a déclaré :
Vous faites de votre mieux pour filtrer ces personnes. Mais il y a 150 de ces hommes qui servent d'huissiers en tant que Messieurs à Sa Sainteté. Et il est difficile de savoir exactement ce qu'ils font dans leur vie privée. Ils ne vivent pas à la Cité du Vatican, ils ont leur travail, leur famille et ils ont aussi d'autres choses à faire.